# Johann Bernhard Basedow

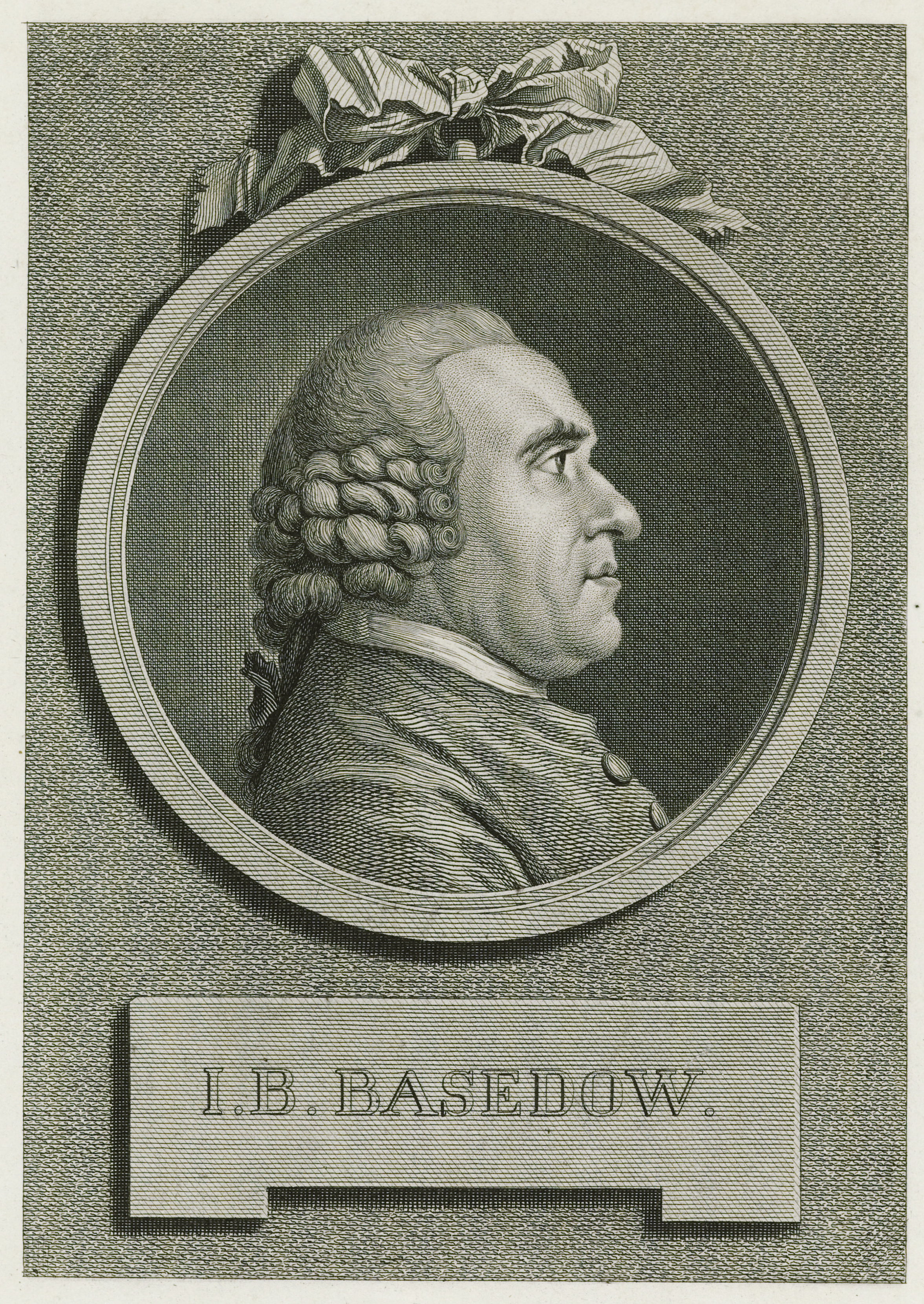
Johann Bernhard Basedow, Kupferstich von Johann Friedrich Bause (1740).
Basedows Unterschrift:

Johann Bernhard Basedow (* 11. September 1724 in Hamburg; † 25. Juli 1790 in Magdeburg) war ein deutscher Theologe, Pädagoge, Schriftsteller und Philanthrop der Epoche der Aufklärung.

## Leben
Johann Bernhard Basedow war der Sohn eines Perückenmachers. Er besuchte das Johanneum in Hamburg und anschließend das Akademische Gymnasium. 1746 nahm er in Leipzig das Studium der evangelischen Theologie auf. Zu seinen Kommilitonen dort gehörten Christian Fürchtegott Gellert und Friedrich Gottlieb Klopstock. Ab 1749 arbeitete er als Hauslehrer auf Gut Borghorst bei Josias von Qualen, dessen gleichnamigen Sohn er nach seiner auf Grundlage der Schriften von John Locke selbst entwickelten Methode unterrichtete. Parallel studierte er in Kiel, wo er 1752 zum Magister promovierte.
1753 wurde er an die dänische Ritterakademie in Soroe auf Seeland zum Professor der Moral und Beredsamkeit sowie ab 1757 der Theologie berufen. Aufgrund seiner rationalistischen Publikationen wurde er 1760 entlassen, wurde aber schon nach wenigen Wochen 1761 von Johann Hartwig Ernst von Bernstorff an das Gymnasium Christianeum in Altona versetzt. Seine pädagogischen Anschauungen lösten unter den von Johann Melchior Goeze geführten orthodoxen Theologen heftigen Protest aus, sodass er 1767 durch Minister Andreas Peter von Bernstorff entlassen wurde.
Basedow entwickelte sich zu einem der führenden Köpfe der Philanthropen, einer reformpädagogischen Bewegung während ab 1757 der Zeit der Aufklärung. Unter dem Postulat der Nützlichkeit und Brauchbarkeit des Individuums für die Gesellschaft wollte sie eine neue Erziehung begründen, die gesellschaftliche Veränderungen automatisch nach sich ziehen sollte. Diesen Fortschrittsoptimismus teilte er mit anderen Aufklärern.

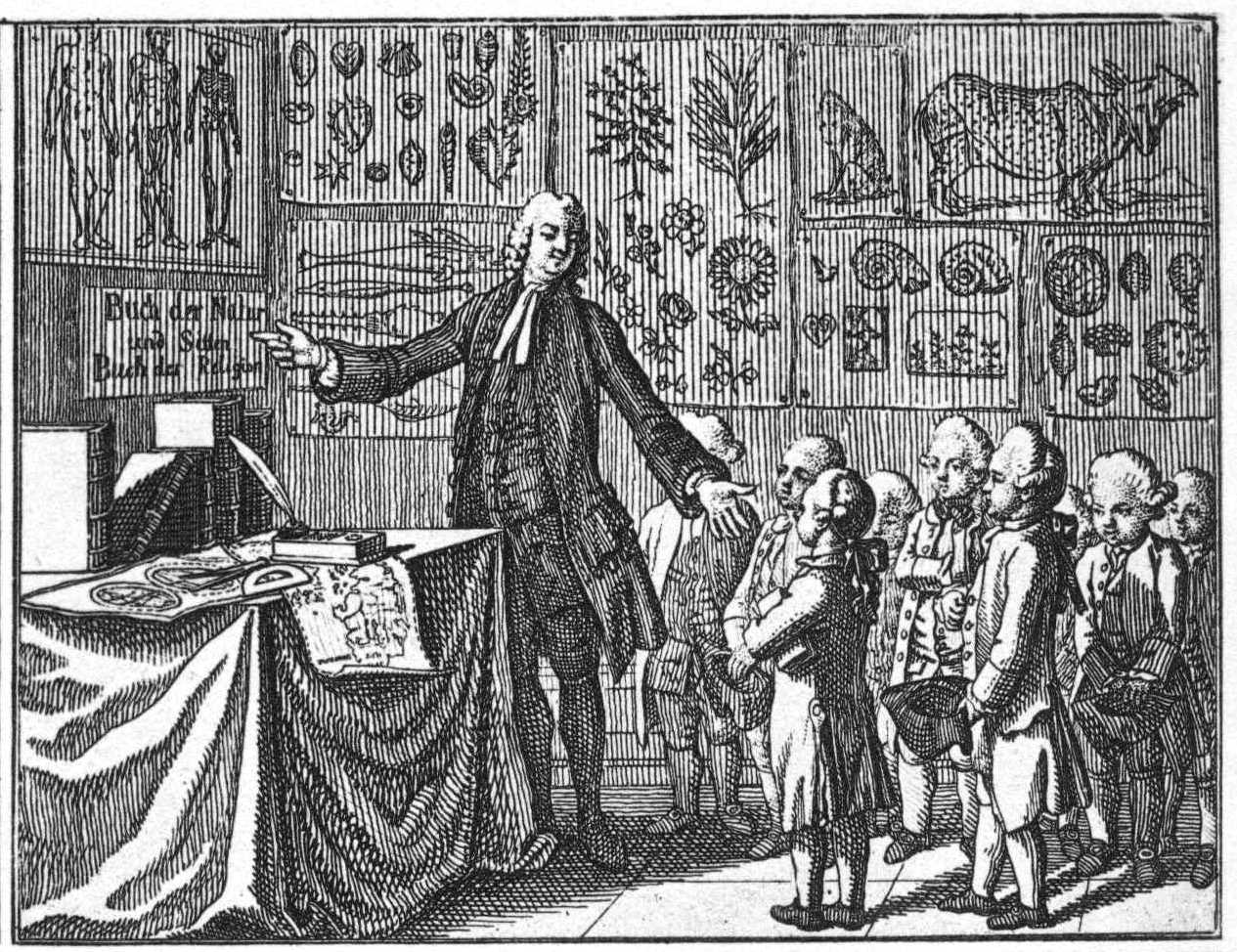
Unterricht im Naturalien-Kabinett; Illustration aus Basedows „Elementarwerk“ von Daniel Chodowiecki

1771 rief ihn Fürst Leopold III. Friedrich Franz von Anhalt nach Dessau, damit er dort seine pädagogischen und reformerischen Ideen verwirklichen konnte. In Dessau plante Basedow das Philanthropinum, eine „Pflanzschule der Menschheit“, in der Kinder verschiedener Herkunft im Sinne des aufklärungspädagogischen Gedankenguts (standesgemäß) erzogen werden sollten. 1774 unternahm Basedow mit Goethe und Lavater eine Lahn- und Rheinreise.
Nach der Eröffnung des Philantropin im Dezember 1774 in Dessau gingen zahlreiche Spenden in Dessau ein, und die Zahl der Schüler stieg rasch an. Führende pädagogische Reformer konnten als Mitarbeiter gewonnen werden, darunter Christian Heinrich Wolke, Joachim Heinrich Campe, Ernst Christian Trapp, Christian Gotthilf Salzmann. Gegenüber der von den Aufklärungspädagogen kritisierten Lern- und Paukschule betonte Basedow das spielerische Element im Elementarunterricht, das Lernen durch Anschauung und Selbsttätigkeit, die Betonung der lebenden Fremdsprachen, die Pflege der Muttersprache. Basedow führte am Philanthropinum auch Leibesübungen zum Zweck der Jugenderziehung ein. Das enge Zusammenleben der Lehrer mit ihren Zöglingen im Internat sollte darüber hinaus deren Charakter formen.
1793 musste das Dessauer Philanthropinum aufgrund andauernder Streitigkeiten in der Lehrerschaft sowie von Organisations- und Finanzierungsproblemen schließen. Basedow war bereits 1776 als Leiter der Einrichtung zurückgetreten, da er seine Ziele nicht verwirklicht sah. Ihm wurde vorgeworfen, er habe das Lehrerkollegium nicht zusammengehalten und unangemessen geleitet. Er zeigte sich als herrschsüchtig und im täglichen Institutsalltag als wenig beständig. Seine großsprecherischen Verlautbarungen, durch seine philanthropischen Lehrmethoden in kürzester Zeit sensationelle Erfolge erreichen zu können, führten zu Spannungen mit den anderen Lehrern, die sich als „Brüder“ verstanden und sich gegen sein immer wieder zutage tretendes despotisches Verhalten zur Wehr setzten. Auch in Geldangelegenheiten war Basedow nicht zuverlässig, sodass das Institut in ständige Geldnöte geriet. Das führte schließlich dazu, dass er die Kuratur des Philanthropins niederlegte und nur noch als Schriftsteller für das Philanthropinum wirken wollte.
Einen besonderen Zugang zu Basedows Biographie wählte Jürgen Overhoff, der „sämtliche erhaltenen visuellen Darstellungen des Mannes, die zu seinen Lebzeiten entstanden sind“, so detailliert beschrieb, dass nicht nur die dargestellte Person Basedow vor Augen treten, sondern auch kenntlich werden sollte, „was die von ihr geprägte Aufklärung sein und bewirken wollte“.

## Basedows „natürliche Religion“
Ein Besuch in einer Synagoge weckte Basedows Interesse am Judentum und später an anderen Glaubensweisen und Glaubensgemeinschaften. Fortan stritt er zeitlebens für religiöse Toleranz. Moses Mendelssohn schrieb an Basedow: „Ich habe Sie lange im Herzen verehrt, lange den Muth bewundert, mit welchem Sie die Rechte der Menschheit und Gewissensfreiheit vertheidigen.“
Über Basedows synkretistische religiöse Anschauungen berichtet Daniel Chodowiecki (1726–1801) nach einem Besuch in Dessau:

„Er sprach viel vom Vergangenen, Gegenwärtigen, und Zukünftigen; gestand er sei ein Socinianer und erziehe seinen Sohn nach diesen Meinungen […] Diese fortschrittliche Glaubensrichtung, die Basedow dem trinitarischen Glauben entfremden musste, war einer der Gründe, warum sich der Aufklärer in Schwierigkeiten mit den Pfarrern und Priestern brachte.“

Unter dem Einfluss und durch den persönlichen Verkehr mit Hermann Samuel Reimarus, den er „zeit seines Lebens verehrte“, wandte Basedow sich zunächst dem Deismus zu, um dann aber eine „eigentümliche Mischung aus Deismus und Offenbarungsglauben“ nachzugehen. Basedows synkretistische „natürliche Religion“ ist vermutlich an Reimarus’ gleichnamigen Werk orientiert bzw. dem entlehnt. Seine „natürliche Religion“ richtet sich nach Leitsätzen, die nach der „gesunden Vernunft“ gewiss sind. Sie ist der „Inbegriff derer Wahrheiten von Gott, von welchen eine philanthropische Vernunft […] mit Anwendung der Glaubenspflicht sich selbst überzeugen kann, ohne Propheten zu glauben.“
Die Erziehung zur „natürlichen Religion“ beinhaltet „Aufmerksamkeit auf die Natur“ und die „Gefühle des Gewissens“ sowie Vermittlung von historischen Kenntnissen vom Ursprung des Christentums und den Glaubenssystemen der anderen Religionen. Menschlicher oder bürgerlicher Unterricht muss für Basedow vom kirchlichen getrennt sein. Die Schüler am Philanthropin wurden, bis sie im „männlichen Alter“ seien und selbst urteilen können, an die Kirche ihrer „Väter“ mithilfe von Geistlichen (reformierte, lutherische, katholische) in Dessau vor Ort unterrichtet.
1784 erschien, anonym, seine Schrift Examen in der allernatürlichsten Religion und in andern practischen Lehren von Bürgerpflicht, Toleranz und Tugend imgleichen von Vernunft und ihrer Gotteskenntniß. Germanien zur Zeit Kaiser Joseph II.

## Pädagogisches Werk
1774 legte Basedow sein pädagogisches Elementarwerk vor, in dem er in neun Büchern Grundfragen der Erziehung des Menschen, der Logik, der Religion und der Sittenlehre behandelte sowie die Beschäftigungen und Stände der Menschen, Geschichte und Naturkunde. Zu den Schwerpunkten, denen er große Bedeutung beimaß, gehörte auch die geschlechtliche Aufklärung und Unterweisung. Bereits in seiner Philalethie (Altona 1764) hatte er die Forderung an alle Eltern und Erzieher gestellt, den brennenden Fragen der Kinder nicht auszuweichen, sondern sie wahrheits- und kindgemäß zu beantworten. In seinem Elementarwerk gab er auch praktische Anregungen für die Unterweisung in Elternhaus und Schule. Daniel Chodowiecki schuf dafür die Kupfertafeln. Mit dem Elementarwerk schuf Basedow das moderne Realienbuch: Es verband Text und Bild sowie Sachinformationen, die dialogisch erörtert wurden.

## Familie
Basedows erste Frau Anna Emilia Dumas (* 1730) starb nach nicht einmal einjähriger Ehe 1753 bei der Geburt des Sohnes Heinrich Josias (1753–1795). Im folgenden Jahr heiratete er die Pastorentochter Gertrud Elisabeth Hammer (1731–1788). Aus dieser Ehe überlebten nur zwei Kinder die Eltern: die Tochter Antoinette Louise Emilie (* 18. März 1769 in Altona; † 20. Januar 1840 in Wörbzig) und der Sohn Ludwig von Basedow, Vater von Friedrich, Carl und Adelheid von Basedow (1800–1883), die 1821 Wilhelm Müller heiratete.
Seine Tochter Antoinette Louise Emilie heiratete am 22. September 1789 Karl Friedrich Emanuel Cautius (* 24. Mai 1759 in Radisleben; † 9. April 1832 in Gernrode), Pfarrer in Waldau. Nachdem ihre Tochter Caroline am 5. August 1832 in Gernrode den Wörbziger Gutsbesitzer Friedrich Paeßler geheiratet hatte, verlegte sie ihren Alterswohnsitz nach Wörbzig und wohnte dort bei ihrer Tochter und ihrem Schwiegersohn.

## Gedenken

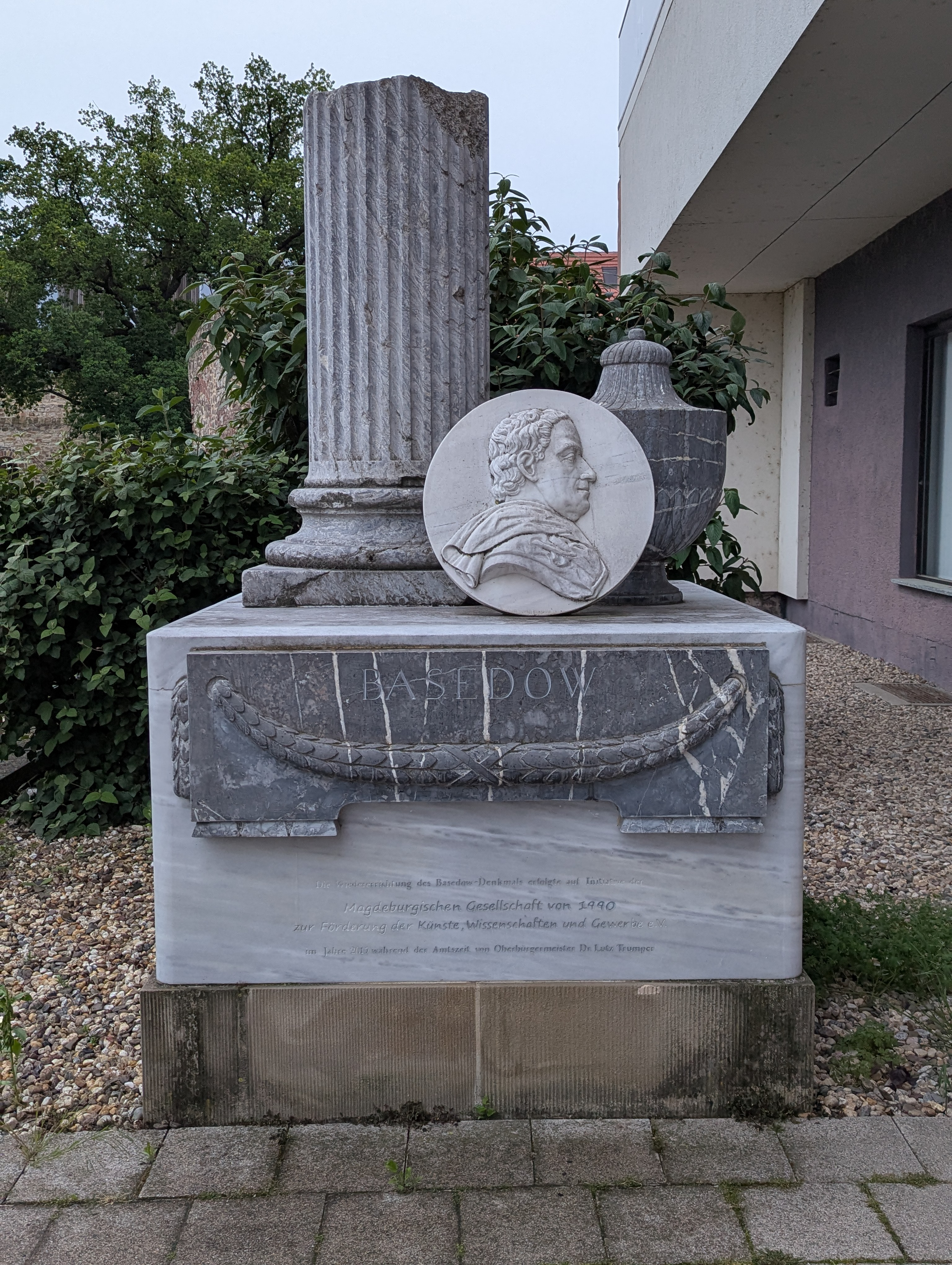
Rekonstruiertes Denkmal in Magdeburg. Sein Grabmal befand sich auf dem Kirchhof der Magdeburger Heilig-Geist-Kirche und wurde bei deren Abriss 1956 fast vollständig zerstört.

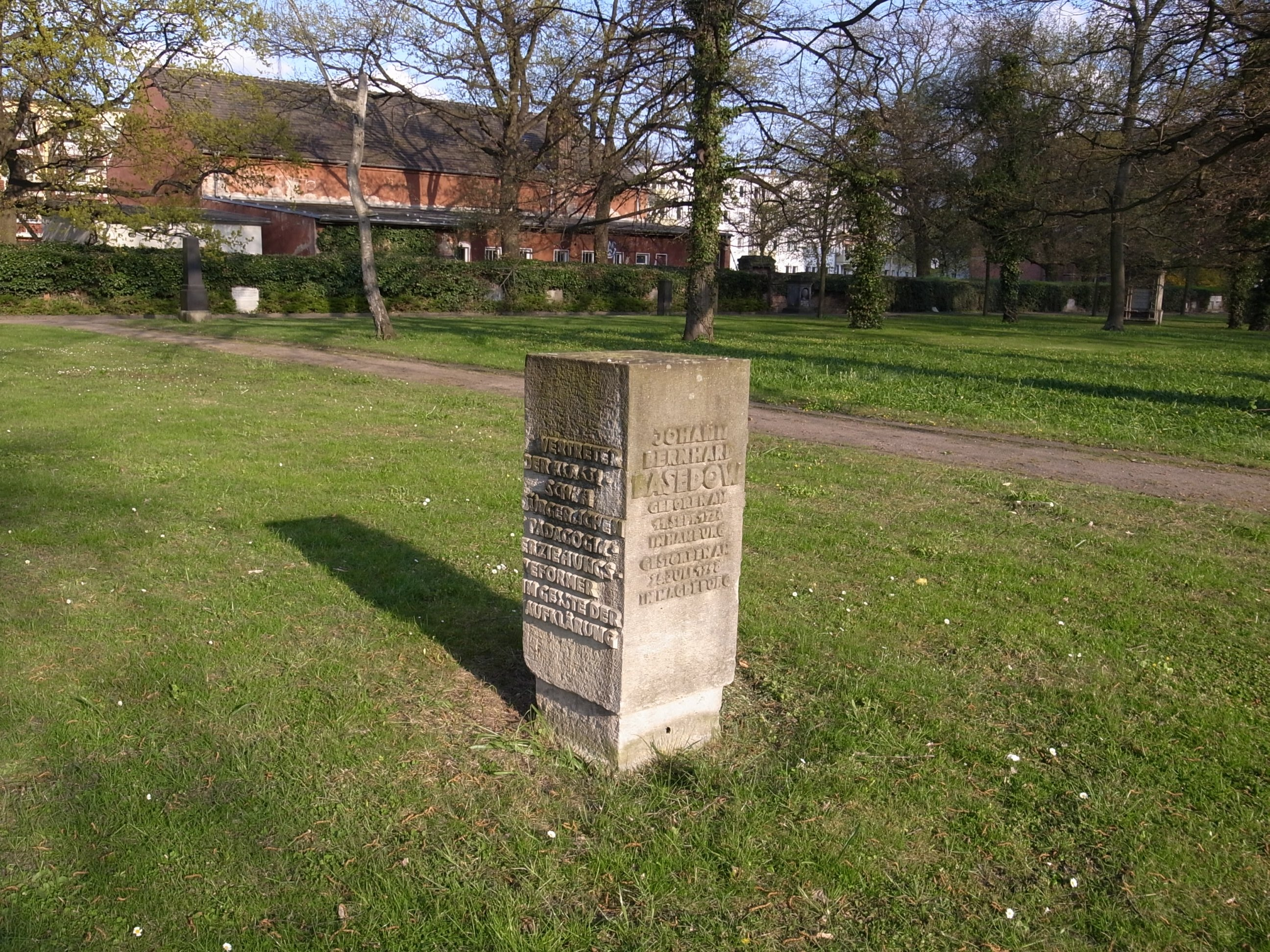
Gedenkstein auf dem neuen Begräbnisplatz in Dessau

In Dessau, Dresden, Hamburg, Hildesheim, Leipzig, Magdeburg und München erinnern Straßennamen an Johann Bernhard Basedow.

## Schriften (Auswahl)
- Ein Privatgesangbuch zur gesellschaftlichen und unanstößigen Erbauung auch für solche Christen welche verschiedenes Glaubens sind. Berlin und Altona 1767. Anonym erschienen, mit anonymer Vorrede, Identifizierung als Werk von Basedow nach F. G. Lüdkes Besprechung dieses Buches in: Anhang zu dem ersten bis zwölften Bande der allgemeinen deutschen Bibliothek. Berlin und Stettin, verlegt Friedrich Nicolai 1771, S. 37–40. Basedow ist Herausgeber, Vorwortschreiber und Dichter einiger enthaltener Lieder, hat aber auch Texte anderer Autoren aufgenommen, auch bekannte Kirchenlieder, allerdings hat er daraus teils Strophen weggelassen bzw. umgedichtet.
- Das in Dessau errichtete Philanthropinum. Eine Schule der Menschenfreundschaft und guter Kenntnisse für Lernende und junge Lehrer, arme und reiche; Ein Fidei-Commiß des Publicums zur Vervollkommnung des Erziehungswesens aller Orten nach dem Plane des Elementarwerks. Crusius, Leipzig 1774. (Digitalisat und Volltext im Deutschen Textarchiv).
- Die ganze natürliche Weisheit im Privatstande der gesitteten Bürger. Curt, Halle (Saale) 1768. (Digitalisat und Volltext im Deutschen Textarchiv).
- Agathokrator, oder von Erziehung künftiger Regenten. Nebst Anhang und Beylagen. Zur elementarischen Bibliothek. Fritsch, Leipzig 1771. (Digitalisat)
- Das Basedowische Elementarwerk. Ein Vorrath der besten Erkenntnisse zum Lernen, Lehren, Wiederholen und Nachdenken. Crucius, Leipzig 1774 (3 Bd.). (Digitalisate und Volltexte der 2. Aufl. 1785 bei GEI-Digital).
- Johann Bernhard Basedows bewiesene Grundsätze der reinen Mathematik. 2 Bände. Crusius, Leipzig 1774. (Digitalisat Band 1), (Band 2)
- Johann Bernhard Basedows Practische Philosophie für alle Stände. Ein weltbürgerlich Buch ohne Anstoß für irgend eine Nation, Regierungsform und Kirche. Crusius, Dessau 1777. (Digitalisat)